# Fedor Malykhin
Fedor Malykhin (en ruso: Фёдор Малыхин; Sverdlovsk, RSFS de Rusia; 13 de noviembre de 1990 – Ekaterimburgo, Rusia; 18 de marzo de 2025) fue un jugador de hockey sobre hielo ruso que jugó en la posición de delantero.

## Estadísticas
|           |                              |           | Temporada regular | Temporada regular | Temporada regular | Temporada regular | Temporada regular | Playoffs | Playoffs | Playoffs | Playoffs | Playoffs |
| Temporada | Equipo                       | Liga      | PJ                | G                 | A                 | Pts               | PIM               | PJ       | G        | A        | Pts      | PIM      |
| --------- | ---------------------------- | --------- | ----------------- | ----------------- | ----------------- | ----------------- | ----------------- | -------- | -------- | -------- | -------- | -------- |
| 2007–08   | Avtomobilist Yekaterinburg-2 | Rusia-3   | 48                | 12                | 21                | 33                | 28                | —        | —        | —        | —        | —        |
| 2008–09   | Avtomobilist Yekaterinburg-2 | Rusia-3   | 52                | 15                | 15                | 30                | 73                | —        | —        | —        | —        | —        |
| 2009–10   | Avto Yekaterinburg           | MHL       | 54                | 42                | 30                | 72                | 60                | 7        | 2        | 1        | 3        | 2        |
| 2010–11   | Avtomobilist Yekaterinburg   | KHL       | 5                 | 0                 | 0                 | 0                 | 6                 | —        | —        | —        | —        | —        |
| 2010–11   | Avto Yekaterinburg           | MHL       | 33                | 25                | 27                | 52                | 40                | 6        | 5        | 3        | 8        | 35       |
| 2011–12   | Avtomobilist Yekaterinburg   | KHL       | 23                | 5                 | 2                 | 7                 | 10                | —        | —        | —        | —        | —        |
| 2011–12   | Avto Yekaterinburg           | MHL       | 1                 | 1                 | 1                 | 2                 | 4                 | —        | —        | —        | —        | —        |
| 2012–13   | Avtomobilist Yekaterinburg   | KHL       | 45                | 8                 | 15                | 23                | 16                | —        | —        | —        | —        | —        |
| 2013–14   | Avtomobilist Yekaterinburg   | KHL       | 54                | 22                | 22                | 44                | 26                | 4        | 2        | 2        | 4        | 6        |
| 2014–15   | Ak Bars Kazan                | KHL       | 37                | 6                 | 4                 | 10                | 26                | —        | —        | —        | —        | —        |
| 2015–16   | Ak Bars Kazan                | KHL       | 41                | 9                 | 12                | 21                | 32                | 7        | 1        | 1        | 2        | 2        |
| 2016–17   | Ak Bars Kazan                | KHL       | 51                | 16                | 11                | 27                | 56                | 15       | 6        | 3        | 9        | 10       |
| 2017–18   | Ak Bars Kazan                | KHL       | 26                | 3                 | 11                | 14                | 37                | 5        | 0        | 0        | 0        | 0        |
| 2018–19   | Ak Bars Kazan                | KHL       | 15                | 1                 | 1                 | 2                 | 16                | —        | —        | —        | —        | —        |
| 2019–20   | Traktor Chelyabinsk          | KHL       | 29                | 3                 | 1                 | 4                 | 14                | —        | —        | —        | —        | —        |
| 2019–20   | Spartak Moscow               | KHL       | 11                | 4                 | 1                 | 5                 | 8                 | 6        | 0        | 1        | 1        | 6        |
| 2020–21   | HC Vityaz                    | KHL       | 58                | 9                 | 11                | 20                | 65                | —        | —        | —        | —        | —        |
| 2021–22   | HC Vityaz                    | KHL       | 41                | 9                 | 7                 | 16                | 32                | —        | —        | —        | —        | —        |
| 2022–23   | Avangard Omsk                | KHL       | 61                | 3                 | 6                 | 9                 | 24                | 14       | 0        | 2        | 2        | 8        |
| Total KHL | Total KHL                    | Total KHL | 497               | 98                | 104               | 202               | 368               | 51       | 9        | 8        | 17       | 32       |

## Logros
- Juego de las Estrellas de la KHL: 2014
- Copa Gagarin: 2018[6]